# 안토니 네스티
안토니 콘라트 네스티(네덜란드어: Anthony Conrad Nesty, 1967년 11월 25일~)는 수리남의 수영 선수이다. 1988년 하계 올림픽 100m 접영에서 금메달, 1992년 하계 올림픽에서 동메달을 획득하여 수리남 선수로서는 최초이자 유일하게 올림픽 메달을 획득하였다.
트리니다드 토바고 출신이나 9세 때 수리남으로 이주하였고, 이후 미국의 학교에 다니며 그 곳에서 훈련을 받았다. 1984년 하계 올림픽에 수리남 수영 국가대표로 참가하여 국제 대회에 모습을 드러냈으며, 1986년 중앙아메리카·카리브해 경기 대회에서 금메달 1개, 1987년 팬아메리칸 게임에서 금메달 1개와 동메달 1개를 획득하여, 수리남 수영 선수 최초로 국제 대회에서 메달을 획득한 선수가 되었다. 이후 서울에서 열린 1988년 하계 올림픽에 수리남 국가대표로 참가하여 100m 접영 종목에서 금메달을 획득하여 국제적인 명성을 떨쳤다. 이후 1991년 세계 선수권 대회와 1992년 하계 올림픽에서 메달을 획득하였고 은퇴 후인 1998년에 국제 수영 연맹 명예의 전당에 헌액되었다.

## 어린 시절과 경력
트리니다드 토바고의 5남매를 둔 가정에서 막내로 태어났으며, 9세 때 가족과 함께 수리남으로 이주하였다. 5세 때부터 수영을 시작했으며, 초기에는 수리남을 비롯한 카리브해의 국가에서 훈련을 받았다. 17세 때 수리남 수영 국가대표 선수로 발탁되어 미국의 로스앤젤레스에서 열린 1984년 하계 올림픽에 참가하여 국제 무대에 데뷔하였다. 네스티는 100m 접영 종목에서는 예선 3조에 배속되었고 56.15초를 기록하여 서독의 안드레아스 베렌트와 그리스의 크리스토페르 스티벤손에게 밀려 조 3위를 기록, 결승 진출에는 실패하였다. 자유형 100m 종목에도 참가하여 6조에 배속되었으며 54.99초를 기록, 쿠웨이트의 칼레드 알아시프와 모잠비크의 도밍구스 시바벨르 두 선수 만을 제치고 조 6위를 기록하여 결선 진출에 실패하였다. 
이 시기에는 미국 플로리다주의 잭슨빌에 위치한 볼리스 고등학교에 다니며 학교에서 엘리트 수영 교육을 받았다. 네스티는 그레그 트로이에게 훈련을 받으며 미국 올림픽 국가대표 수영 선수인 파블로 모랄레스가 보유했던 100야드 수영 학교 신기록을 갱신하는 등 활약하였다. 1987년에는 미국의 인디애나폴리스에서 열린 팬아메리칸 게임에 수리남 국가대표로 참가하였다. 그는 이 대회의 100m 접영에서 53.89초를 기록하며 미국의 웨이드 킹과 마이클 딜런을 누르고 금메달을 획득하였다. 또한 200m 접영에서도 2분 01.09초의 기록으로 미국의 빌 스테이플턴과 제이미 테일러의 뒤를 이어 3위를 하여 동메달을 목에 걸었다.

## 올림픽 금메달
1987년 팬아메리칸 게임 이후 1988년에 다시 국가대표로 발탁된 네스티는 그 해 9월에 대한민국의 서울특별시에서 열린 1988년 하계 올림픽에 참가하였다. 그는 개막식에서 수리남 선수단 기수를 맡았으며, 100m 접영 종목에 출전했다. 예선 6조에 배속된 네스티는 53.50초를 기록하며 소련의 바딤 야로슈크와 미국의 제이 모텐슨 등을 누르고 조 1위로 결선에 올랐으며, 이는 전체 예선 3위에 해당하는 기록이다. 이후 결승전에서는 53.00초의 기록을 세우며 53.01초를 기록한 미국의 맷 비온디와 예선 전체 1위를 차지했던 영국의 앤디 제임슨을 누르고 금메달을 획득하였다. 또 200m 접영 예선 6조에서 2분 00.17초의 기록으로 서독의 미하엘 그로스와 미국의 멜 스튜어트의 뒤를 이어 3위로 결승에 올랐으며 결승에서는 2분 00.80초의 기록으로 8위에 머물렀다. 네스티는 수리남 최초로 올림픽 메달리스트가 되었으며, 최초로 올림픽 금메달을 획득한 수리남 선수가 되었다. 그는 이 대회에서의 우승 이후로도 3년 동안 100m 접영 1위를 단 한 번도 놓치지 않았으며, 1976년 하계 올림픽에서 동메달을 획득한 네덜란드의 에닛 브리힛하 이후로 처음으로 올림픽 수영 메달을 획득한 흑인이 되었다.
네스티의 올림픽 금메달 획득은 카리브해의 흑인 사회에게 큰 희망을 주었다. 수리남 정부는 그의 올림픽 금메달 획득을 기념하는 우표와 금과 은으로 된 기념 주화를 발행했으며, 수리남 국영 항공사인 수리남 항공은 네스티의 이름을 딴 항공기를 운항했다. 또 파라마리보 실내 경기장은 안토니 네스티 경기장으로 명명되었다.

## 서울 올림픽 이후의 수영 경력
서울 올림픽 이후에는 플로리다 대학교에 입학하며, 전미 대학 체육 협회(NCAA) 수영의 강호로 이름을 떨쳤다. 네스티는 플로리다 대학교의 수영팀인 플로리다 게이터스의 일원으로 대학 수영계에서 활약했으며, 랜디 리스를 코치로 삼았다. 1989년에는 일본 도쿄에서 열린 범태평양 선수권 대회에 참가하여 100m 접영 종목에서 53.80초를 기록하여 미국의 웨이드 킹과 마크 헨더슨을 누르고 금메달을 획득하였고, 1990년에는 미국의 시애틀에서 열린 굿윌 게임에 참가하여 100m 접영에서 53.42초의 기록으로 미국의 비온디와 브라이언 앨더먼을 제치고 금메달을 획득하였다. 1991년 1월에는 오스트레일리아의 퍼스에서 열린 세계 수영 선수권 대회에 참가하여 100m 접영에서 53.29초를 기록하며 서독의 그로스와 소련의 블라디슬라프 쿨리코프를 제치고 금메달을 획득하였다. 같은 해 8월에는 쿠바의 아바나에서 열린 팬아메리칸 게임에 참가하였다. 그는 100m 접영 종목에서 53.45초의 팬아메리칸 게임 기록을 수립하여 미국의 마이크 메렐과 브라질의 에두아르두 피시니니를 누르고 금메달을 획득하으며, 200m 접영에서도 2분 01.76초의 기록으로 미국의 마크 딘의 뒤를 이어 2위를 하여 은메달을 획득하였다.

## 1992년 올림픽과 선수 생활 이후
이듬해인 1992년 7월에는 스페인의 바르셀로나에서 열린 하계 올림픽에 수리남 국가대표로 참가하였으며, 100m 접영에서 예선 9조에 배속되어 53.89초의 기록으로 독립국가연합의 파울로 흐니킨과 쿨리코프를 제치고 조 1위로 결승에 올랐으며 결승에서는 53.41초의 기록으로 미국의 모랄레스와 폴란드의 라파우 슈카와의 뒤를 이어 3위를 하여 동메달을 획득했다. 바르셀로나 올림픽을 끝으로 국가대표에서 은퇴한 네스티는 1994년에 플로리다 대학교 학사 직위를 취득했고, 은퇴 후에는 플로리다 게이터스와 수리남 수영 국가대표 코치를 맡았으며 1988년 하계 올림픽 이후로 2008년 하계 올림픽에 수리남 올림픽 선수단 기수를 맡기도 했다.
1998년에 국제 수영 연맹 명예의 전당에 헌액되었고, 2002년에는 플로리다 대학교 체육 명예의 전당에 헌액되었다.

## 같이 보기
- 올림픽 수영 남자 메달리스트 목록